# Kristinehamns Allehanda
Kristinehamns Allehanda var en dagstidning som gavs ut i Kristinehamn från den 1 juli 1854 till 28 april 1880.

## Olika titlar
Tidningens titel var Christinehamns Allehanda från 1854 till 13 juni 1877, sedan Kristinehamns Allehanda från 16 juni 1877 till 28 september 1879 och slutligen Nya Kristinehamns Allehanda till utgivningens upphörande. Undertitel var Nyhets- och Annonstidning för Östra Wermland från 11 november 1879 till 1880. 

## Utgivare
Utgivningsbevis för Christinehamns Allehanda utfärdades för boktryckaren A. L. Norman den 2 juni 1854  och för Kristinehamns Allehanda för boktryckerifaktorn Anders Rosdahl  den 7 juni 1858. Sedan denna tidning hade upphört, övertogs tryckeriet av litteratören Jonas Erik Wahlberg, som 5 november 1879 erhöll utgivningsbevis för Nya Kristinehamns Allehanda. Han tvingades snart upphörde med tidningens utgivande då tryckeriets var i dåligt skick. Han återlämnade tryckeriet till Rosdahl & Comp.

## Utgivning och tryckning
Tidningen kom ut två dagar i veckan onsdag och lördag 1854 till 1856 och från 4 januari 1873 till 28 april 1880. Den gavs ut bara lördagar 1857-1872. Uppgifterna om tvådagarsutgivningen är lite olika i de olika källorna. Varje nummer hade 2 till 4 sidor i folioformat med 3 spalter med satsytan 30 -31,2 x 18,4 cm 1854-1856 och därefter 4 spalter på större format 36,5 - 42,5 x 24 - 24,6 cm. Priset var 3 riksdaler 16 skilling banko 1854-1879 och 4 kr 1880.
Tidningen trycktes hos A. L. Norman från 1 juli 1854  till 26 juni 1858 sedan hos A. Rosdahl & Comp från 3 juli 1858 till 26 september 1879 och slutligen av  Nya Kristinehamns Allehandas tryckeri från 11 november 1879  till 28 april 1880. Typsnitt var hela tiden frakturstil enligt gamla Lundstedt medan nya Lundstedt anger antikva blandat med fraktur.